# Стивенс, Эдмунд
Э́дмунд Уи́льям Сти́венс (англ. Edmund William Stevens; 22 июля 1910, Денвер — 24 мая 1992, Москва) — американский журналист и писатель-документалист. Лауреат Пулитцеровской премии за международный репортаж (1950).

## Биография
Изучал международное право в Колумбийском университете в Нью-Йорке. В 1934 году получил должность в московском офисе судоходной компании Cunard Line, одновременно учился в Московском университете. Стивенс быстро выучил русский язык и через год устроился переводчиком в государственное издательство, продававшее литературу о Советском Союзе за рубежом. Кроме того, он начал писать репортажи из СССР для британских газет, таких как The Manchester Guardian и Daily Herald.
В 1935 году вступил в брак с уроженкой Оренбургской губернии Ниной Бондаренко, на первых порах семья жила в коммуналке. Поддерживал тесные контакты с послом США Джозефом Дэвисом. В 1939 году советские власти позволили Стивенсу увезти жену с собой в Соединённые Штаты.
Стивенс становится военным корреспондентом газеты Christian Science Monitor, которая публиковала его сообщения с театра военных действий в Западной Европе и Северной Африке. В 1942 году вместе с женой вернулся в Москву. Пользуясь особым доверием посла США Аверелла Гарримана, Стивенс в качестве советника вошёл в американскую делегацию на встрече Сталина и Черчилля.
21—22 января 1944 года Стивенс участвовал в поездке из Москвы на место Катынского расстрела, которую организовало Министерство иностранных дел СССР для западных журналистов. Делегация насчитывала 17 человек: одиннадцать американцев, пять британцев и один француз. Большинство журналистов не подвергли сомнению свидетельства комиссии Бурденко о том, что убийства были совершены немцами, о чём также сообщил посол Аверелл Гарриман в Государственный департамент. В опубликованной в 1945 году книге Russia Is No Riddle Стивенс придерживался советской версии расследования. Через 45 лет он отказался от этой точки зрения: по случаю посещения Катыни польской правительственной делегацией во главе с новым премьер-министром Тадеушем Мазовецким Стивенс писал в ноябре 1989 года, что считает доклад комиссии Бурденко 1944 года неубедительным.
В сталинские времена в своих репортажах из Москвы Стивенс хвалил Сталина и называл Советский Союз демократической страной. Защищал пакт Молотова — Риббентропа и критиковал восточноевропейские страны, выступавшие против советского господства. В 1945 году Стивенс вместе с Джеромом Дэвисом, Джоном Херси, Ричардом Лаутербахом, Эдгаром Сноу и Александром Вертом участвовал в кампании просоветских журналистов против издателя и журналиста Уильяма Линдси Уайта, описавшего в своей книге Report on the Russians советское общество как диктатуру, которая характеризуется репрессиями и страхом среди населения.
В 1949 году редакция Christian Science Monitor перевела Стивенса в Рим. Там он пишет ещё одну книгу: This Is Russia — Un-Censored. В ней он описал разочарованное и измождённое послевоенное общество в Советском Союзе. Большинство людей — не что иное, как «рабы» (work slaves). Стивенс стал первым американским автором, рассказавшим об антисемитских кампаниях конца сталинской эпохи. Также он посетовал на цензуру. Стивенс получил Пулитцеровскую премию за репортажи, на которых основана книга. Советская пресса резко раскритиковала Стивенса после её выхода.
В начале хрущёвской оттепели вместе с женой возвращается в Москву. Сотрудничает в американских и британских газетах и журналах, таких как Time, Life, Newsday, The Saturday Evening Post, The Sunday Times и The Times. Некоторое время помощником у Стивенса работал тесно связанный с КГБ Виктор Луи.
Находился в приятельских отношениях со многими деятелями советской культуры. Сыграл эпизодические роли в фильмах «Твой современник» и «Директор».

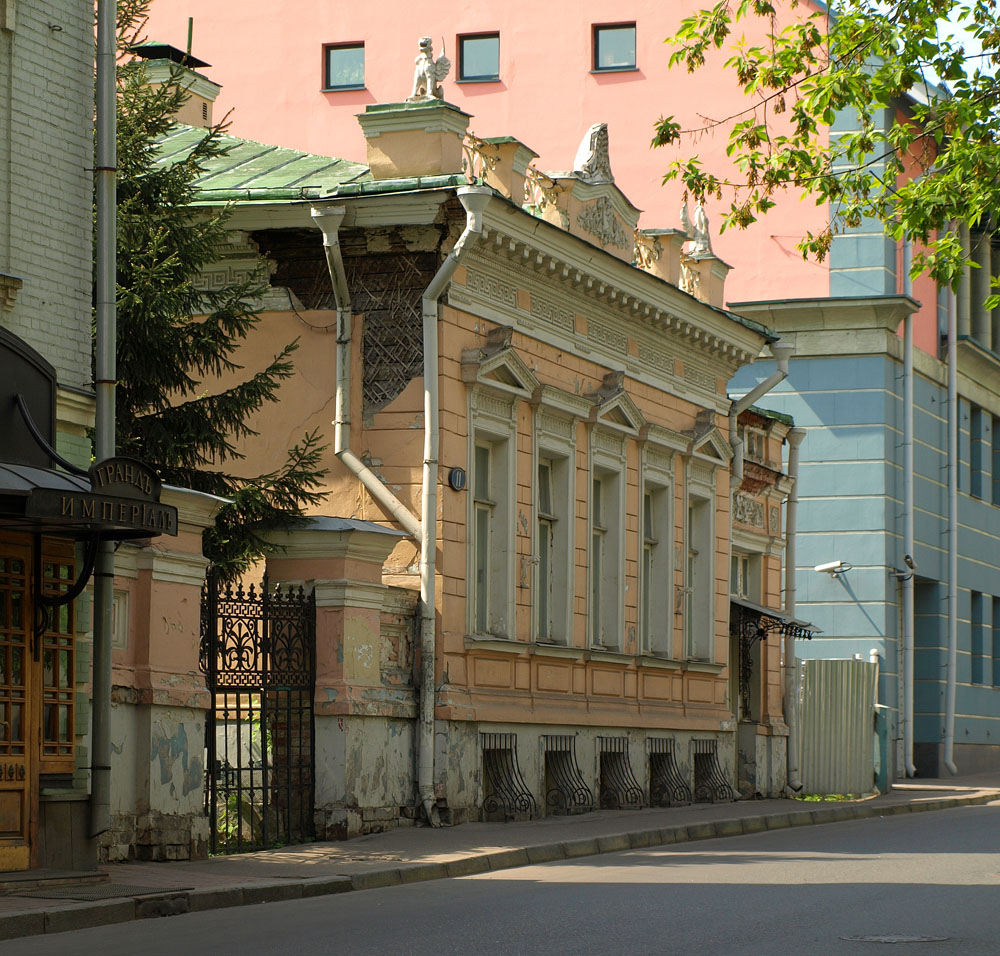
Дом Фалеева, в котором жила семья Стивенсов

Его дочь Анастасия танцевала в балетной труппе Большого театра, о чём неоднократно писала американская пресса. Семье Стивенсов было разрешено арендовать особняк XIX века в центре Москвы, покупать иконы и картины для последующей перепродажи в нью-йоркские галереи — всё это вызывало у западных коллег подозрения в том, что её глава работает на КГБ. Сам Стивенс отрицал сотрудничество с советскими спецслужбами. Лишь после его смерти был рассекречен проект «Венона» и стало известно, что Стивенс тайно состоял в Коммунистической партии США.
Похоронен на Переделкинском кладбище.
В трёхсерийном художественном фильме «Осведомлённый источник в Москве», премьера которого состоялась на Первом канале в январе 2010 года, роль Стивенса исполнил Валерий Сторожик.

## Семья

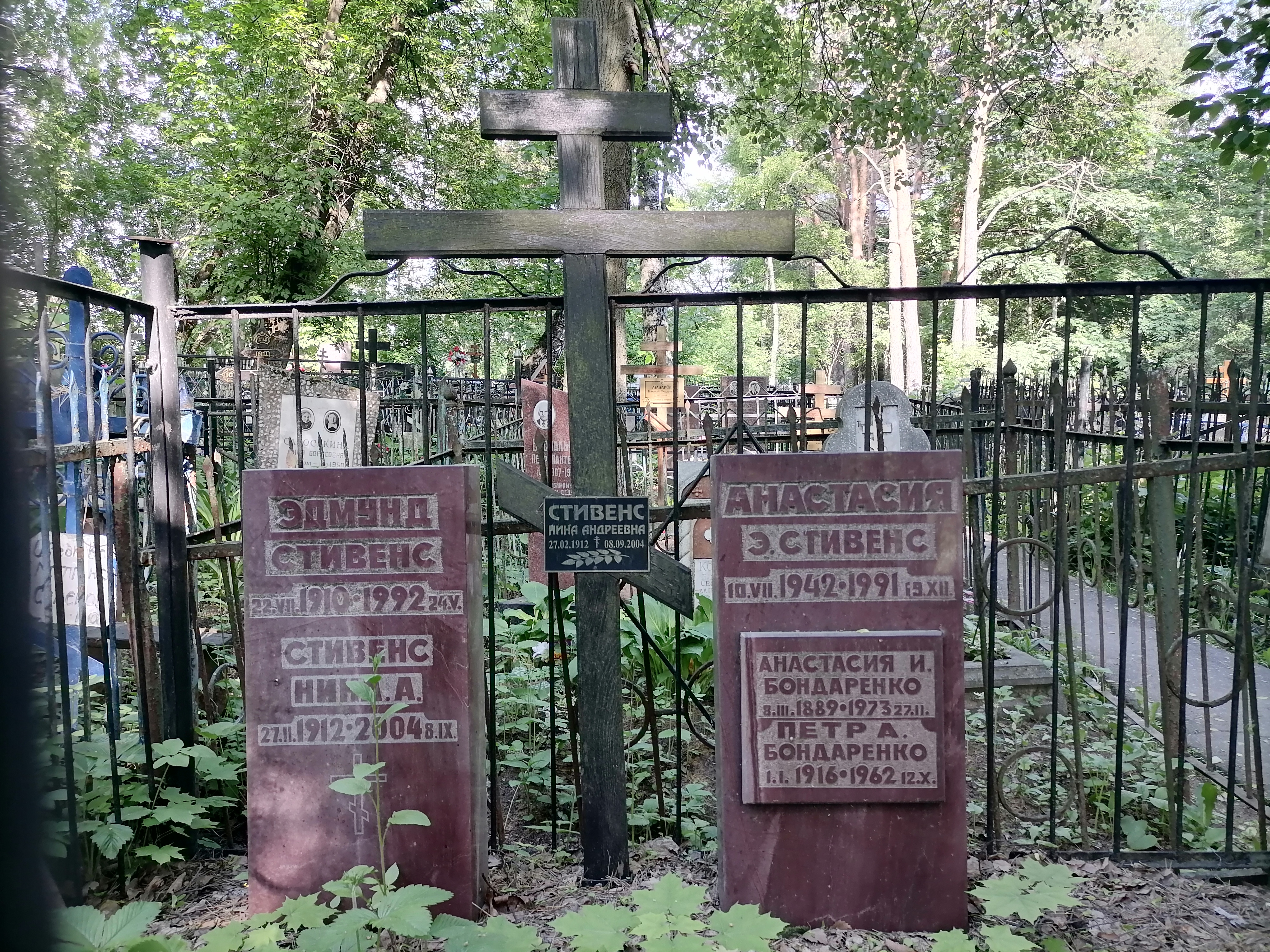
Захоронение семьи Стивенсов — Бондаренко на Переделкинском кладбище

Жена — Нина Стивенс (урождённая Нина Андреевна Бондаренко, 1912—2004).
Сын — Эдмунд Стивенс (род. 1936). Дочь — Анастасия Стивенс (в замужестве маркиза Феррари ди Коллезапе, 1942—1991).